# الدوري السويدي الدرجة الثانية 1949–50
الدوري السويدي الدرجة الثانية 1949–50 (بالسويدية: Division II i fotboll 1949/1950)‏ هو موسم من الدوري السويدي الدرجة الثانية. فاز فيه نادي أوربرو.